# Amt Ringenberg
Das Amt Ringenberg war bis 1975 ein Amt im Kreis Rees in Nordrhein-Westfalen. Es ging aus der Bürgermeisterei Ringenberg hervor. Sein Gebiet liegt heute im nordrhein-westfälischen Kreis Wesel.

## Bürgermeisterei Ringenberg
Das Gebiet des späteren Kreises Rees gehörte vor der Franzosenzeit zum Herzogtum Kleve, das seit dem 17. Jahrhundert zu Preußen gehörte. Durch den Frieden von Tilsit musste Preußen 1807 auf seine Besitzungen westlich der Elbe verzichten. Der rechtsrheinische Teil des Herzogtums Kleve fiel dadurch im Januar 1808 an den französischen Satellitenstaat Großherzogtum Berg und gehörte dort zum Arrondissement Essen. Das Gebiet war nach französischem Muster in die drei Kantone Emmerich, Rees und Ringenberg gegliedert. In den Kantonen wurden als unterste Verwaltungsebene Mairien (Bürgermeistereien) eingerichtet, darunter auch die Mairie Ringenberg im Kanton Ringenberg. Ende 1810 wurde das Gebiet von Frankreich annektiert und gehörte nun zum Arrondissement Rees des Départements Lippe. Nachdem 1814 das Gebiet des alten Herzogtums Kleve wieder an Preußen gefallen war, wurde aus der Mairie Ringenberg die preußische Bürgermeisterei Ringenberg, die 1816 zum neuen Kreis Rees in der Provinz Jülich-Kleve-Berg, der späteren Rheinprovinz kam.

## Amt Ringenberg
Am Ende des Jahres 1927 wurde die Bezeichnung aller rheinischen Landbürgermeistereien in „Amt“ geändert. Die Bürgermeisterei Ringenberg hieß seitdem Amt Ringenberg.
Das Amt Ringenberg umfasste fünf Gemeinden:
- Bislich
- Diersfordt
- Flüren
- Hamminkeln
- Ringenberg

Der Sitz des Amtsbürgermeisters und der Amtsverwaltung war in Hamminkeln im Gebäude der heutigen Polizeiwache.
Durch das Gesetz zur Neugliederung von Gemeinden des Landkreises Rees schied Flüren am 1. Juli 1969 aus dem Amt Ringenberg aus und wurde in die Stadt Wesel eingemeindet. Zum 1. Januar 1975 wurde das Amt Ringenberg durch das Niederrhein-Gesetz aufgelöst. Bislich und Dierfort wurden in die Stadt Wesel eingemeindet, während Hamminkeln und Ringenberg Teil der neuen Gemeinde Hamminkeln wurden. Wesel und Hamminkeln kamen zum neuen Kreis Wesel. Hamminkeln ist seit 1995 Stadt.

### Wappen
| Wappen des ehemaligen Amtes Ringenberg, Kreis Rees | Blasonierung: „In Grün ein silberner (weißer) Wachtturm, der einen roten Schild mit einem Glevenrad trägt. Über dem Turm und rechts und links davon befinden sich fünf goldene (gelbe) Ringe. Unter dem Turm ein goldenes (gelbes) Hirschgeweih mit silbernem (weißem) Grind; unter dem Geweih ein silbernes (weißes) Flussband und im Schildfuß eine goldene (gelbe) Glocke.“                                                                 |
| Wappen des ehemaligen Amtes Ringenberg, Kreis Rees | Wappenbegründung: Das Wappen wurde am 27. November 1951 vom nordrhein-westfälischen Innenminister genehmigt. Es vereinigt die Symbole der Mitgliedsgemeinden des Amtes. Der Turm entstammt dem ersten Wappen von Hamminkeln, die fünf Ringe von Ringenberg stehen für die Anzahl der Gemeinden, das Geweih für Diersfordt, die Glocke für Flüren und das Glevenrad für Bislich und alle Gemeinden, welche früher zum Herzogtum Kleve gehörten. |

## Einwohnerentwicklung
| Jahr           | Einwohner      | Quelle         |
| Bm. Ringenberg | Bm. Ringenberg | Bm. Ringenberg |
| -------------- | -------------- | -------------- |
| 1828           | 3903           | [ 6 ]          |
| 1871           | 4860           | [ 7 ]          |
| 1885           | 5260           | [ 8 ]          |
| 1895           | 5140           | [ 9 ]          |
| 1910           | 5453           | [ 10 ]         |
| Amt Ringenberg |                |                |
| 1933           | 5917           | [ 11 ]         |
| 1939           | 5941           | [ 11 ]         |
| 1950           | 7611           | [ 12 ]         |
| 1961           | 8163           | [ 13 ]         |
| 1970           | 8522           | [ 14 ]         |

## Amtsbürgermeister
- 1935–194500Hugo Husmann
- 1946–196100Gustav Schippers